# Aplocheilus werneri
Aplocheilus werneri és una espècie de peix de la família dels aploquèilids i de l'ordre dels ciprinodontiformes.

## Morfologia
Els mascles poden assolir els 7 cm de longitud total.

## Distribució geogràfica
Es troba a Àsia: és una espècie de peix endèmica de Sri Lanka.